# St. Johann im Pongau (district)
Het politieke district St. Johann im Pongau is gelijk aan de Pongau, een van de vijf streken van de Oostenrijkse deelstaat Salzburg.

## Onderverdeling

### Steden
- Bischofshofen (10.087)
  - Alpfahrt, Bischofshofen, Buchberg, Gainfeld, Haidberg, Kreuzberg, Laideregg, Mitterberghütten, Winkl
- Radstadt (4710)
  - Höggen, Löbenau, Mandling, Mandling, Radstadt, Schwemmberg
- St. Johann im Pongau (10.260)
  - Einöden, Floitensberg, Ginau, Hallmoos, Maschl, Plankenau, Reinbach, Rettenstein, Sankt Johann im Pongau, Urreiting, Halldorf, Palfnerdörfl, Steg, Hub, Grub, Zaglau, Färberau

### Gemeenten
Marktgemeenten
- Altenmarkt im Pongau (3486)
  - Altenmarkt im Pongau, Palfen, Sinnhub
- Bad Hofgastein (6727)
  - Anger, Bad Hofgastein, Breitenberg, Gadaunern, Harbach, Heißingfelding, Laderding, Vorderschneeberg, Weinetsberg, Wieden
- Großarl (3634)
  - Au, Bach, Eben, Großarl, Schied, Unterberg
- St. Veit im Pongau (3330)
- Schwarzach im Pongau (3526)
- Wagrain (3127)
  - Hof, Hofmarkt, Schwaighof, Vorderkleinarl, Wagrain Markt
- Werfen (3085)
  - Imlau, Reitsam, Scharten, Sulzau, Werfen, Wimm

Gemeenten
- Bad Gastein (5838)
- Dorfgastein (1649)
  - Dorfgastein, Luggau, Maierhofen, Unterberg
- Eben im Pongau (2005)
  - Eben im Pongau, Eben im Pongau, Gasthofberg, Schattbach
- Filzmoos (1352)
  - Filzmoos, Neuberg
- Flachau (2625)
  - Feuersang, Flachau, Höch, Reitdorf
- Forstau (515)
- Goldegg (2216)
  - Altenhof, Boden, Buchberg, Enkerbichl, Hasling, Hofmark, Maierhof, March, Mitterstein, Oberhof, Schattau, Weng
- Hüttau (1555)
  - Bairau, Hüttau, Iglsbach, Sonnberg, Sonnhalb
- Hüttschlag (974)
  - Hüttschlag, Karteis, See
- Kleinarl (743)
- Mühlbach am Hochkönig (1629)
  - Mühlbach am Hochkönig, Schlöglberg
- Pfarrwerfen (2174)
  - Dorf, Dorfwerfen, Ellmauthal, Grub, Laubichl, Lehen, Maier, Pöham, Pöham, Schlaming
- St. Martin am Tennengebirge (1406)
  - Lammertal, Sankt Martin am Tennengebirge
- Untertauern (453)
- Werfenweng (766)
  - Eulersberg, Lampersbach, Weng

(alle gegevens met betrekking tot inwoners zijn van 15 mei 2001)